# Bibb County, Georgia
Bibb County är ett administrativt område i delstaten Georgia, USA, med 155 547 invånare. Den administrativa huvudorten (county seat) är Macon. 

## Geografi
Enligt United States Census Bureau så har countyt en total area på 661 km². 648 km² av den arean är land och 13 km² är vatten.

### Angränsande countyn
- Jones County, Georgia - nordost
- Twiggs County, Georgia - öst
- Houston County, Georgia - syd
- Peach County, Georgia - syd-sydväst
- Crawford County, Georgia - sydväst
- Monroe County, Georgia - nordväst